# Elin Kristiansen
Elin Synnøve Kristiansen (* 9. Juli 1968 in Elverum, Hedmark) ist eine ehemalige norwegische Biathletin und siebenfache Medaillengewinnerin bei Biathlon-Weltmeisterschaften.
Elin Kristiansen wohnt in Slettås und trat für Vestre Trysil Idrettslag in Trysil an. Sie startete im Gegensatz zu vielen anderen Biathleten ihrer Zeit schon 1982 als Juniorin im Biathlon und gewann 1987 und 1988 jeweils bei den norwegischen Junioren-Meisterschaften. 1988 in Tingvoll/Dombås gewann sie auch ihren ersten von sechs norwegischen Meistertiteln bei den Aktiven. Neben dem Titel im Einzel wurde sie Zweite in Sprint und mit der Staffel aus Hedmark, zu der neben Siv Bråten Lunde noch Unni Kristiansen gehörte. Bereits 1987 nahm sie an Biathlon-Weltmeisterschaften teil und erreichte einen achtbaren fünfzehnten Platz im Sprint. Schon im Jahr darauf gewann sie zwei Silbermedaillen. Hinter Anne Elvebakk kam sie im Einzel ins Ziel und zusammen mit ihr, Elvebakk und Mona Bollerud war nur die UdSSR-Staffel schneller. Auch 1989 gewann sie eine Silbermedaille, diesmal mit der Mannschaft in der Besetzung Thoresen, Kristiansen, Elvebakk und Bollerud. Weitere Ergebnisse waren Platz fünf mit der Staffel, 13. im Sprint und 23. im Einzel. Die Weltmeisterschaften 1990 brachten ihr in allen Disziplinen Spitzenergebnisse, sie begann mit Rang fünf im Einzel, gewann Bronze im Sprint und wieder Silber mit der Staffel (Nykkelmo, Elvebakk, Kristiansen). 1991 kam sie in Einzel und Sprint auf Platz sieben und elf. Mit der Staffel, bestehend aus Grete Nykkelmo, Anne Elvebakk und ihr selbst gewann sie ihre fünfte Silbermedaille bei Weltmeisterschaften.
Kristiansen wurde für die norwegische Mannschaft bei der Premiere des Frauen-Biathlon bei den Olympischen Spielen in Albertville nominiert. Wie auch bei den Weltmeisterschaften zuvor erlief sie in allen Wettbewerben Spitzenergebnisse, ohne jedoch den ganz großen Erfolg zu feiern. Fünfzehnte im Sprint, Neunte im Einzel	und Siebte mit der Staffel, in der Signe Trosten, Hildegunn Fossen und Kristiansen als Schlussläuferin eingesetzt wurden, waren ihre Resultate. Bei den Olympischen Spielen 1994 in ihrem Heimatland war sie wieder Teil der Mannschaft. Aber auch in Lillehammer blieb ihr ein Medaillengewinn versagt. Im Einzel war sie mit Platz 31 schwächer als gewohnt, zeigte sich jedoch mit Platz zehn im Sprint in guter Verfassung. Die Staffel mit Ann-Elen Skjelbreid, Annette Sikveland, Hildegunn Mikkelsplass und Elin Kristiansen wurde nach zwei Strafrunden Vierte in jenem denkwürdigen Rennen, bei dem Simone Greiner-Petter-Memm auf dem dritten Abschnitt insgesamt sechs Strafrunden laufen musste.
Zum letzten Mal wurde Kristiansen 1995 bei Weltmeisterschaften eingesetzt und sie wurde mit der Mannschaft im letzten Jahr ihrer Karriere Weltmeisterin. In der Besetzung Kristiansen, Annette Sikveland, Gunn Margit Andreassen und Ann-Elen Skjelbreid schlugen die Norwegerinnen Deutschland und Frankreich.
Ihre erfolgreichste Saison im Weltcup hatte Kristiansen 1987/1988, als sie Gesamtzweite hinter Anne Elvebakk wurde. In ihrer Karriere gewann sie drei Einzelrennen, der erste Sieg war beim Sprint in Antholz 1988. Noch in derselben Saison siegte sie auch beim Einzel am Holmenkollen in Oslo. Weitere Siege gelangen ihr 1992 in Nowosibirsk und 1993 in Pokljuka. Fünf zweite und vier dritte Plätze sowie ungefähr dreißig Top-Ten-Platzierungen zählen ebenfalls zu ihrer Erfolgsbilanz. Neben diesen internationalen Erfolgen erzielte sie auch national im Laufe ihrer Karriere zahlreiche Spitzenplatzierungen und sicherte sich 1990 eine zweite Meisterschaft im Einzelwettbewerb neben drei Mannschaftstiteln (1990, 1991, 1995) und einem Staffeltitel (1995). Insgesamt stand sie bei Landesmeisterschaften dreizehnmal auf dem Siegerpodest. Kristiansen startete nach ihrer Aktivenzeit bei Freizeitrennen und gewann unter anderem das Munksjørennet in Tørberget im März 2010.

## Biathlon-Weltcup-Platzierungen
Die Tabelle zeigt alle Platzierungen (je nach Austragungsjahr einschließlich Olympische Spiele und Weltmeisterschaften).
- 1.–3. Platz: Anzahl der Podiumsplatzierungen
- Top 10: Anzahl der Platzierungen unter den ersten zehn (einschließlich Podium)
- Punkteränge: Anzahl der Platzierungen innerhalb der Punkteränge (einschließlich Podium und Top 10)
- Starts: Anzahl gelaufener Rennen in der jeweiligen Disziplin

| Platzierung                               | Einzel | Sprint | Verfolgung | Massenstart | Team | Staffel | Gesamt |
| ----------------------------------------- | ------ | ------ | ---------- | ----------- | ---- | ------- | ------ |
| 1. Platz                                  | 2      | 3      |            |             | 1    | 5       | 11     |
| 2. Platz                                  |        | 1      |            |             | 2    | 8       | 11     |
| 3. Platz                                  | 3      | 5      |            |             | 1    | 2       | 11     |
| Top 10                                    | 18     | 14     |            |             | 5    | 18      | 55     |
| Punkteränge                               | 26     | 26     |            |             | 5    | 18      | 75     |
| Starts                                    | 31     | 31     |            |             | 5    | 18      | 85     |
| Stand: Karriereende, Daten nicht komplett |        |        |            |             |      |         |        |